# Plecoptera sakalava
Plecoptera sakalava är en fjärilsart som beskrevs av Pierre E.L. Viette 1976. Plecoptera sakalava ingår i släktet Plecoptera och familjen nattflyn. Inga underarter finns listade i Catalogue of Life.